# Список эпизодов телесериала «Ведьмак»
Список эпизодов американо-польского фэнтезийного телесериала «Ведьмак». Сюжет основан на одноименной серии романов Анджея Сапковского.

## Обзор сезонов
| Сезон | Серии | Серии | Даты показа     | Даты показа     |
| ----- | ----- | ----- | --------------- | --------------- |
| 1     | 8     | 8     | 20 декабря 2019 | 20 декабря 2019 |
| 2     | 8     | 8     | 17 декабря 2021 | 17 декабря 2021 |
| 3     | 8     | 5     | 29 июня 2023    | 29 июня 2023    |
| 3     | 8     | 3     | 27 июля 2023    | 27 июля 2023    |

## Список серий

### Сезон 1 (2019)
| № общий | № в сезоне | Название                                                          | Режиссёр                   | Автор сценария      | Дата премьеры   |
| ------- | ---------- | ----------------------------------------------------------------- | -------------------------- | ------------------- | --------------- |
| 1       | 1          | «Начало конца» «The End's Beginning»                              | Алик Сахаров               | Лорен Шмидт Хиссрик | 20 декабря 2019 |
| 2       | 2          | «Четыре марки» «Four Marks»                                       | Алик Сахаров               | Дженни Клейн        | 20 декабря 2019 |
| 3       | 3          | «Предательская луна» «Betrayer Moon»                              | Алекс Гарсия Лопес         | Бо ДеМайо           | 20 декабря 2019 |
| 4       | 4          | «Банкеты, ублюдки и похороны» «Of Banquets, Bastards and Burials» | Алекс Гарсия Лопес         | Деклан де Барра     | 20 декабря 2019 |
| 5       | 5          | «Желания из бутылки» «Bottled Appetites»                          | Шарлотта Брандстром        | Снеха Курс          | 20 декабря 2019 |
| 6       | 6          | «Редкие виды» «Rare Species»                                      | Шарлотта Брандстром        | Хэйли Холл          | 20 декабря 2019 |
| 7       | 7          | «Перед падением» «Before a Fall»                                  | Алик Сахаров и Марк Джобст | Михаэль Островский  | 20 декабря 2019 |
| 8       | 8          | «Нечто большее» «Much More»                                       | Марк Джобст                | Лорен Шмидт Хиссрик | 20 декабря 2019 |

### Сезон 2 (2021)
| № общий | № в сезоне | Название                                     | Режиссёр       | Автор сценария               | Дата премьеры   |
| ------- | ---------- | -------------------------------------------- | -------------- | ---------------------------- | --------------- |
| 9       | 1          | «Крупица истины» «A Grain of Truth»          | Стивен Сурджик | Деклан де Барра              | 17 декабря 2021 |
| 10      | 2          | «Каэр Морхен» «Kaer Morhen»                  | Стивен Сурджик | Бо де Майо                   | 17 декабря 2021 |
| 11      | 3          | «Что утрачено» «What Is Lost»                | Сара О'Горман  | Лорен Хиссрич и Клэр Хиггинс | 17 декабря 2021 |
| 12      | 4          | «Реданская разведка» «Redanian Intelligence» | Сара О'Горман  | Снеха Курс                   | 17 декабря 2021 |
| 13      | 5          | «Повернись спиной» «Turn Your Back»          | Эд Базалджетт  | Хейли Холл                   | 17 декабря 2021 |
| 14      | 6          | «Дорогой друг...» «Dear Friend»              | Луиз Хупер     | Мэтью д'Амброзио             | 17 декабря 2021 |
| 15      | 7          | «Волет Мейр» «Voleth Meir»                   | Луиз Хупер     | Майк Островский              | 17 декабря 2021 |
| 16      | 8          | «Семья» «Family»                             | Эд Базалджетт  | Лорен Хиссрич                | 17 декабря 2021 |

### Сезон 3 (2023)
| Часть 1 |   | |                 |                                        |              |
| 17      | 1 | «Шаэрраведд» «Shaerrawedd»                                                                           | Стивен Сурджик  | Михаэль Островский                     | 29 июня 2023 |
| 18      | 2 | «На все четыре стороны» «Unbound»                                                                    | Стивен Сурджик  | Таня Лотиа                             | 29 июня 2023 |
| 19      | 3 | «Воссоединение» «Reunion»                                                                            | Ганджа Монтейру | Хэйли Холл                             | 29 июня 2023 |
| 20      | 4 | «Приглашение» «The Invitation»                                                                       | Ганджа Монтейру | Рэй Бенджамин                          | 29 июня 2023 |
| 21      | 5 | «Пелена иллюзий» «The Art of illusion»                                                               | Лони Перистере  | Клэр Хиггинс                           | 29 июня 2023 |
| Часть 2 |   | |                 |                                        |              |
| 22      | 6 | «У всякого есть план, пока в глаз не дадут» «Everybody Has a Plan 'til They Get Punched in the Face» | Лони Перистере  | Хавьер Грильо-Марксуа                  | 27 июля 2023 |
| 23      | 7 | «Из огня да в полымя» «Out of the Fire, Into the Frying Pan»                                         | Бола Огун       | Мэттью Д'Амброзио                      | 27 июля 2023 |
| 24      | 8 | «Цена хаоса» «The Cost of Chaos»                                                                     | Бола Огун       | Михаэль Островский и Трой Дейнджерфилд | 27 июля 2023 |